# 静岡市立清水第一中学校
静岡市立清水第一中学校（しずおかしりつ しみずだいいちちゅうがっこう）は、静岡県静岡市清水区に所在する公立中学校。

## 概要
清水区の中心部、JR清水駅から北西へ約500mの場所に位置する。ピーク時は2000人を数えた生徒数は、近年の少子化の例に漏れず減少の一途を辿り、現在では300人あまりとなっている。
小学校区は、道路を挟んだ東側に隣接する静岡市立清水辻小学校及び約700m南西に位置する静岡市立清水江尻小学校である。
　

## 歴史
- 1947年4月1日 - 「清水市立第一中学校」として開校。
- 1948年～1955年 - 校舎竣工（当時の地番：清水市江尻竹下町12番地）。
- 1992年 - 柔剣道場・技術科室棟竣工。
- 2003年4月1日 - 旧清水市・静岡市の合併に伴い、「静岡市立清水第一中学校」に改称。

## アクセス
- しずてつジャストライン北街道線・山原梅蔭寺線 一中前バス停から徒歩1分